# RSA Security
RSA Security è una società per azioni specializzata in sicurezza informatica. Il suo quartier generale si trova a Bedford nel Massachusetts, ma mantiene degli uffici in Irlanda, nel Regno Unito, a Singapore e in Giappone.
La compagnia che attualmente è nota come RSA Security inizialmente era conosciuta come Security Dynamics finché la RSA Data Security non la acquisì nel giugno del 1996. Nel 1997 la società acquisì anche la DynaSoft AB e nel febbraio 2001 acquisì la Xcert International, Inc una compagnia privata che sviluppava sistemi basati su certificati digitali per l'e-commerce. Nel maggio del 2001 acquisì la 3-G International, Inc una compagnia privata ad alta innovazione che sviluppava smart card e sistemi di autentificazione biometrici. Nell'agosto 2001 venne acquisita la Securant Technologies, Inc, una compagnia privata che sviluppava ClearTrust, un sistema di gestione dell'identità digitale.
RSA Security organizza ogni anno la RSA Conference, una conferenza legata alla sicurezza informatica. RSA Security dispone di molti prodotti tra quali le librerie crittografiche B-SAFE e il sistema di autentificazione SecurID.
La sigla RSA indica i cognomi dei tre fondatori: Ronald Rivest, Adi Shamir e Leonard Adleman; che sono anche i coinventori dell'algoritmo a chiave pubblica RSA.

## Relazioni con National Security Agency
Nel tempo i rapporti tra RSA Security e la National Security Agency (NSA) hanno subito profondi cambiamenti. 
Nei primi anni i due erano avversari: mentre RSA difendeva l'uso pubblico della crittografia nelle comunicazioni, NSA e le amministrazioni di Bush e Clinton cercavano di impedirne la diffusione.
Dopo il 1999, le relazioni tra i due enti divennero di cooperazione: RSA Security ha dichiarato di aver accettato, nel 2004, 10 milioni di dollari dalla NSA per utilizzare nelle proprie librerie software un generatore di numeri casuali (Dual_EC_DRBG) ritenuto secondo molte indicazioni di scarsa qualità. Nel 2014 RSA ha adottato due strumenti di crittografia sviluppati dalla NSA. Secondo un gruppo di ricercatori accademici, questo avrebbe consentito alla NSA di violare la segretezza delle comunicazioni che li utilizzavano.